# Битка код Тулузе
Битка код Тулузе одиграла се 9. јуна 721. године измећу муслимана Омејидског калифата, који су опседали Тулузу, и хришћанских Аквитанаца.

## Битка
Ал Сам ибн Малик ал Кавлани је био валија (гувернер) муслиманске Шпаније (ел Андалуз). Прикупио је велику војску из северне Африке, Јемена и Сирије с циљем да освоји Аквитанију, која је формално била војводство под Франачким суверенитетом, али у пракси је била прилично независна.
Ал Кавлани је опседао Тулузу, најзначајнији град Аквитаније. Војвода Одо Аквитански је одмах отишао да тражи помоћ. Вратио се три месеца касније, када је град био исцрпљен и готово пред падом.
Кад је Одо Аквитански напустио Тулузу, Муслимани су постали превише самоуверени и улењили су се у својим војничким активностима. Нису одржавали довољно јаку спољашњу одбрану око свог логора, а нису више ни вршили темељите и непрекидне извиђачке активности. Када се Одо Аквитански након три месеца вратио, могао је одмах извести изненадни напад на муслиманске снаге које су опседале Тулузу. Изненадни напад на огромне муслиманске снаге извео је 9. јуна 721. и та битка је данас позната под именом битка код Тулузе.
Растурио је изненађене муслиманске снаге, а побио је оне који су остали. Многи су побегли без оружја и опреме. Ал Кавлани је успео да побегне само са делом својих снага, али убрзо је умро, тако да је команда над јединицама остала у рукама Абд Ал Рахмана, који постаје Емир Ал-Андалузије.

## Последице и значај битке
Емир Абд ал Рахман је поново скупио велику војску у Северној Африци, Јемену и Сирији и напао је Франачку пуном снагом 732. Тај пут Одо Аквитански је претрпео катастрофалан пораз у бици крај Бордоа. Бордо је попљачкан, а становништво поклано. Муслиманска војска је пљачкала и убијала дубоко по унутрашњости Франачке. Одо Аквитански је тражио помоћ на двору Меровинга. Мајордом Карло Мартел је пристао да помогне под условом да Одо поново призна франачки суверенитет.
Исламска инвазија западне Европе заустављена је у чувеној бици код Поатјеа 10. октобра 732. године, у којој је Карло Мартел зауставио муслиманску инвазију на Европу. Историчари сматрају битку код Тулузе такође веома значајном, јер је дала довољно времена Карлу Мартелу да ојача власт и да изгради армију ветерана.
Карло Мартел је извео низ контроверзних потеза, као одузимање црквене имовине, да би њоме куповао присталице. Осигуравао је своју северну границу на било који начин, укључујући подмићивања у многим случајевима. Помоћу црквене имовине и мирније северне границе сакупио је довољно новца за војску и да се припреми за оно после. Одузимањем црквене имовине навукао је велико непријатељство цркве, али после битке код Поатјеа црква је увидела нужност јаке франачке армије. Његови ветерани су у бици код Поатјеа успели у наизглед немогућем задатку. Пешадија је одолевала оклопној коњици без дугих стрела. Тих 11 година од битке код Тулузе до битке код Поатјеа омогућило је да Карло Мартел потпуно осигура власт, да има лојалну војску и да истренира ветеране који су одолевали муслиманској најезди у бици код Поатјеа.
Одо Аквитански је битком код Тулузе купио време потребно Карлу Мартелу да се припреми за велику инвазију. Одо Аквитански је остао готово заборављен, а Карло Мартел се слави као спасилац Европе.